# Sowjetarmee-Pokal 1974/75
Der Sowjetarmee-Pokal 1974/75 war die 35. Austragung des Pokalwettbewerbs im Fußball in Bulgarien. Pokalsieger wurde ZSK Slawia Sofia. Das Team setzte sich im Finale gegen Lokomotive Sofia durch. Durch den Sieg qualifizierte sich Slawia für den Europapokal der Pokalsieger 1975/76.

## Modus
Die 16 Sieger der 1. Runde waren für die Gruppenphase qualifiziert. Die vier Gruppensieger und -zweiten erreichten das Viertelfinale. In allen Runden wurde jeweils ein Spiel zwischen den Mannschaften ausgetragen. Bei unentschiedenem Ausgang in den K.-o.-Spielen wurde der Sieger in der Verlängerung oder falls notwendig im Elfmeterschießen ermittelt.

## Teilnehmer
| - Akademik Sofia - SFD Akademik Swischtow - Arda Kardschali - FC Bdin Widin - Belasiza Petritsch - Benkowski Isperich - Benkowski Pasardschik - Dimitar Watew Beloslaw - DFS Beroe Stara Sagora - FC Botew Wraza - Chadschi Dimitar Sliwen | - Dobrudscha Tolbuchin - Dorostol Silistra - FC Dunaw Russe - Energija Targowischte - Etar Weliko Tarnowo - Jantra Gabrowo - FK Lewski - Lewski-Spartak Sofia - DFS Lokomotive Plowdiw - Lokomotive Russe - Lokomotive Sofia | - Mariza Plowdiw - ZSK Metalurg Mesdra - FC Metalurg Pernik - Minjor Pernik - Nikolaj Laskow Jambol - Panajot Wolow Schumen - DFS Pirin Blagoewgrad - Rakowski Sewliewo - Rodopa Smoljan - Septemwrijska Slawa Michailowgrad - ZSK Slawia Sofia | - DFS Sliwen - FK Sliwengrad - FK Sliwnischki Geroj Sliwniza - DFS Spartak Plewen - Sportist Kremikowzi - AFD Trakia Plowdiw - Tschawdar Trojan - Tscherno More Warna - Tschernomorez Nessebar - Welbaschd Kjustendil - ZSKA Septemwrijsko sname Sofia |

## Vorrunde
|                               | Ergebnis |                                   |
| ----------------------------- | -------- | --------------------------------- |
| FC Bdin Widin                 | 3:1      | FK Lewski                         |
| Dobrudscha Tolbuchin          | 2:0      | Benkowski Isperich                |
| FC Metalurg Pernik            | 3:0      | Septemwrijska Slawa Michailowgrad |
| Energija Targowischte         | 0:1      | ZSK Metalurg Mesdra               |
| Nikolaj Laskow Jambol         | 2:0      | FK Sliwengrad                     |
| Chadschi Dimitar Sliwen       | 1:2      | Benkowski Pasardschik             |
| Arda Kardschali               | 1:0      | Mariza Plowdiw                    |
| Dorostol Silistra             | 2:0      | Sportist Kremikowzi               |
| Tschawdar Trojan              | 4:2      | Tschernomorez Nessebar            |
| Panajot Wolow Schumen         | 2:0      | Welbaschd Kjustendil              |
| Rodopa Smoljan                | 5:1      | Belasiza Petritsch                |
| FK Sliwnischki Geroj Sliwniza | 3:0      | Lokomotive Russe                  |
| SFD Akademik Swischtow        | Freilos  |                                   |
| DFS Beroe Stara Sagora        | Freilos  |                                   |
| Dimitar Watew Beloslaw        | Freilos  |                                   |
| Rakowski Sewliewo             | Freilos  |                                   |

## 1. Runde
Teilnehmer: Die 16 Sieger der Vorrunde und die 16 Erstligisten.
|                        | Ergebnis |                                |
| ---------------------- | -------- | ------------------------------ |
| DFS Lokomotive Plowdiw | 2:0      | Panajot Wolow Schumen          |
| Nikolaj Laskow Jambol  | 1:0      | Jantra Gabrowo                 |
| DFS Sliwen             | 2:1      | FK Sliwnischki Geroj Sliwniza  |
| Rakowski Sewliewo      | 1:2      | ZSK Slawia Sofia               |
| DFS Spartak Plewen     | 3:2      | FC Metalurg Pernik             |
| Tschawdar Trojan       | 0:2      | Etar Weliko Tarnowo            |
| Minjor Pernik          | 1:0      | Arda Kardschali                |
| Dimitar Watew Beloslaw | 1:0      | FC Dunaw Russe                 |
| Tscherno More Warna    | 4:1      | SFD Akademik Swischtow         |
| Dorostol Silistra      | 0:1      | AFD Trakia Plowdiw             |
| FC Bdin Widin          | 1:0      | DFS Pirin Blagoewgrad          |
| Akademik Sofia         | 3:0      | Rodopa Smoljan                 |
| Lokomotive Sofia       | 2:0      | Benkowski Pasardschik          |
| FC Botew Wraza         | 3:0      | ZSK Metalurg Mesdra            |
| Lewski-Spartak Sofia   | 1:0      | DFS Beroe Stara Sagora         |
| Dobrudscha Tolbuchin   | 1:2      | ZSKA Septemwrijsko sname Sofia |

## Gruppenphase
Die vier Gruppensieger und -zweiten qualifizierten sich für das Viertelfinale.

### Gruppe 1
Die Spiele fanden in Septemwri, Peschtera, Panagjurischte, Pasardschik und Welingrad statt.
| Pl.                                                                                          | Verein                | Sp. | S | U | N | Tore    | Diff. | Punkte |
| -------------------------------------------------------------------------------------------- | --------------------- | --- | - | - | - | ------- | ----- | ------ |
| 1.                                                                                           | ZSK Slawia Sofia      | 3   | 1 | 2 | 0 | 004:200 | +2    | 05     |
| 2.                                                                                           | AFD Trakia Plowdiw    | 3   | 2 | 0 | 1 | 006:400 | +2    | 06     |
| 3.                                                                                           | Nikolaj Laskow Jambol | 3   | 1 | 1 | 1 | 004:200 | +2    | 04     |
| 4.                                                                                           | Minjor Pernik         | 3   | 0 | 1 | 2 | 001:700 | −6    | 01     |
| Platzierungskriterien: 1. Punkte – 2. Tordifferenz – 3. direkter Vergleich – 4. Losentscheid |                       |     |   |   |   |         |       |        |

| Datum      |                       | Ergebnis |                       |
| ---------- | --------------------- | -------- | --------------------- |
| 22.02.1975 | ZSK Slawia Sofia      | 1:1      | Minjor Pernik         |
| 22.02.1975 | AFD Trakia Plowdiw    | 2:1      | Nikolaj Laskow Jambol |
| 26.02.1975 | ZSK Slawia Sofia      | 3:1      | AFD Trakia Plowdiw    |
| 26.02.1975 | Minjor Pernik         | 0:3      | Nikolaj Laskow Jambol |
| 01.03.1975 | AFD Trakia Plowdiw    | 3:0      | Minjor Pernik         |
| 01.03.1975 | Nikolaj Laskow Jambol | 0:0      | ZSK Slawia Sofia      |

### Gruppe 2
Die Spiele fanden in Kasanlak, Nowa Sagora, Tschirpan und Stara Sagora statt.
| Pl.                                                                                          | Verein               | Sp. | S | U | N | Tore    | Diff. | Punkte |
| -------------------------------------------------------------------------------------------- | -------------------- | --- | - | - | - | ------- | ----- | ------ |
| 1.                                                                                           | Lewski-Spartak Sofia | 3   | 2 | 1 | 0 | 006:200 | +4    | 07     |
| 2.                                                                                           | DFS Spartak Plewen   | 3   | 1 | 1 | 1 | 006:500 | +1    | 04     |
| 3.                                                                                           | Akademik Sofia       | 3   | 1 | 0 | 2 | 004:500 | −1    | 03     |
| 4.                                                                                           | FC Bdin Widin        | 3   | 1 | 0 | 2 | 003:700 | −4    | 03     |
| Platzierungskriterien: 1. Punkte – 2. Tordifferenz – 3. direkter Vergleich – 4. Losentscheid |                      |     |   |   |   |         |       |        |

| Datum      |                      | Ergebnis |                      |
| ---------- | -------------------- | -------- | -------------------- |
| 22.02.1975 | Akademik Sofia       | 1:3      | DFS Spartak Plewen   |
| 22.02.1975 | Lewski-Spartak Sofia | 3:0      | FC Bdin Widin        |
| 26.02.1975 | DFS Spartak Plewen   | 2:3      | FC Bdin Widin        |
| 26.02.1975 | Akademik Sofia       | 1:2      | Lewski-Spartak Sofia |
| 01.03.1975 | FC Bdin Widin        | 0:2      | Akademik Sofia       |
| 01.03.1975 | Lewski-Spartak Sofia | 1:1      | DFS Spartak Plewen   |

### Gruppe 3
Die Spiele fanden in Charmanli, Dimitrowgrad, Simeonowgrad und Parwomaj statt.
| Pl.                                                                                          | Verein                 | Sp. | S | U | N | Tore    | Diff. | Punkte |
| -------------------------------------------------------------------------------------------- | ---------------------- | --- | - | - | - | ------- | ----- | ------ |
| 1.                                                                                           | Lokomotive Sofia       | 3   | 1 | 2 | 0 | 003:200 | +1    | 05     |
| 2.                                                                                           | DFS Sliwen             | 3   | 0 | 3 | 0 | 003:300 | ±0    | 03     |
| 3.                                                                                           | Tscherno More Warna    | 3   | 0 | 3 | 0 | 002:200 | ±0    | 03     |
| 4.                                                                                           | DFS Lokomotive Plowdiw | 3   | 0 | 2 | 1 | 003:400 | −1    | 02     |
| Platzierungskriterien: 1. Punkte – 2. Tordifferenz – 3. direkter Vergleich – 4. Losentscheid |                        |     |   |   |   |         |       |        |

| Datum      |                        | Ergebnis |                        |
| ---------- | ---------------------- | -------- | ---------------------- |
| 22.02.1975 | DFS Lokomotive Plowdiw | 0:0      | Tscherno More Warna    |
| 22.02.1975 | DFS Sliwen             | 0:0      | Lokomotive Sofia       |
| 26.02.1975 | Tscherno More Warna    | 1:1      | Lokomotive Sofia       |
| 26.02.1975 | DFS Lokomotive Plowdiw | 2:2      | DFS Sliwen             |
| 01.03.1975 | DFS Sliwen             | 1:1      | Tscherno More Warna    |
| 01.03.1975 | Lokomotive Sofia       | 2:1      | DFS Lokomotive Plowdiw |

### Gruppe 4
Die Spiele fanden in Goze Deltschew, Simitli, Blagoewgrad und Bansko statt.
| Pl.                                                                                          | Verein                         | Sp. | S | U | N | Tore    | Diff. | Punkte |
| -------------------------------------------------------------------------------------------- | ------------------------------ | --- | - | - | - | ------- | ----- | ------ |
| 1.                                                                                           | ZSKA Septemwrijsko sname Sofia | 3   | 3 | 0 | 0 | 003:000 | +3    | 09     |
| 2.                                                                                           | FC Botew Wraza                 | 3   | 1 | 1 | 1 | 004:200 | +2    | 04     |
| 3.                                                                                           | Etar Weliko Tarnowo            | 3   | 1 | 0 | 2 | 003:600 | −3    | 03     |
| 4.                                                                                           | Dimitar Watew Beloslaw         | 3   | 0 | 1 | 2 | 003:500 | −2    | 01     |
| Platzierungskriterien: 1. Punkte – 2. Tordifferenz – 3. direkter Vergleich – 4. Losentscheid |                                |     |   |   |   |         |       |        |

| Datum      |                           | Ergebnis |                           |
| ---------- | ------------------------- | -------- | ------------------------- |
| 22.02.1975 | ZSKA Septemw. sname Sofia | 1:0      | Etar Weliko Tarnowo       |
| 22.02.1975 | FC Botew Wraza            | 1:1      | Dimitar Watew Beloslaw    |
| 26.02.1975 | Etar Weliko Tarnowo       | 3:2      | Dimitar Watew Beloslaw    |
| 26.02.1975 | ZSKA Septemw. sname Sofia | 1:0      | FC Botew Wraza            |
| 01.03.1975 | FC Botew Wraza            | 3:0      | Etar Weliko Tarnowo       |
| 01.03.1975 | Dimitar Watew Beloslaw    | 0:1      | ZSKA Septemw. sname Sofia |

## Viertelfinale
|                                | Ergebnis              |                      |
| ------------------------------ | --------------------- | -------------------- |
| 19. März 1975                  |                       |                      |
| ZSK Slawia Sofia               | 2:0                   | DFS Sliwen           |
| ZSKA Septemwrijsko sname Sofia | 4:1                   | DFS Spartak Plewen   |
| Lokomotive Sofia               | 3:1                   | AFD Trakia Plowdiw   |
| FC Botew Wraza                 | 0:0 n. V. (5:4 i. E.) | Lewski-Spartak Sofia |

## Halbfinale
|                  | Ergebnis  |                                |
| ---------------- | --------- | ------------------------------ |
| 14. Mai 1975     |           |                                |
| ZSK Slawia Sofia | 2:0 n. V. | ZSKA Septemwrijsko sname Sofia |
| Lokomotive Sofia | 2:0       | FC Botew Wraza                 |

## Finale
| Paarung          | ZSK Slawia Sofia – Lokomotive Sofia |
| Ergebnis         | 3:2 (1:1) |
| Datum            | 21. Juni 1975 |
| Stadion          | Wassil-Lewski-Stadion, Sofia |
| Zuschauer        | 15.000 |
| Schiedsrichter   | Petar Nikolow |
| Tore             | 0:1 Wenzislaw Arsow (11.) 1:1 Andrej Scheljaskow (41.) 1:2 Borislaw Chadschiew (81.) 2:2 Andrej Scheljaskow (86.) 3:2 Andrej Scheljaskow (89.) |
| ZSK Slawia Sofia | Georgi Gugalow – Iwan Tschakarow, Ljuben Tassew , Miltscho Jewtimow, Iwan Iliew – Wanjo Kostow, Kostas Isakidis (84. Boschidar Grigorow), Georgi Mintschew (82. Metodi Bontschew) – Atanas Aleksandrow, Andrej Scheljaskow, Tschawdar Zwetkow Cheftrainer: Atanas Parschelow |
| Lokomotive Sofia | Boris Manolkow – Todor Kolew, Borislaw Dimitrow, Georgi Bonew, Jordan Stojtschkow – Wassil Petrow, Wenzislaw Arsow, Radoslaw Sdrawkow – Trajko Sokolow (35. Borislaw Chadschiew), Angel Kolew, Atanas Michajlow Cheftrainer: Jontscho Arsow                                  |
| Gelbe Karten     | Ljuben Tassew, Atanas Aleksandrow, Georgi Mintschew – Trajko Sokolow, Angel Kolew |
| Platzverweise    | Wanjo Kostow (82.) – keine |